# Distretto di Vitré
Il distretto di Vitré era una divisione territoriale francese del dipartimento dell'Ille-et-Vilaine, istituita nel 1790 e soppressa nel 1795.
Era formato dai cantoni di Vitré, Argentré, la Chapelle Erbrée, Chateaubourg, Chatillon, Domagné, Dourdain, Izé e Louvigné.